# Unter Verdacht: Mutterseelenallein
Mutterseelenallein ist ein deutscher Fernsehfilm von Martin Weinhart aus dem Jahr 2014 mit Senta Berger als Dr. Eva Maria Prohacek und der 22. Film innerhalb der ZDF-Filmreihe Unter Verdacht. Die Haupt-Gastrollen in dieser Folge sind besetzt mit Ursula Strauss, Rafael Gareisen, Philippe Graber und Michael Lerchenberg.

## Handlung
Der neunjährige Sohn der alleinerziehenden Hartz-IV-Empfängerin Petra Molnar hat sich erhängt. Schnell kommen bei polizeilichen Ermittlungen Zweifel auf, da ein Selbstmord in diesem Alter bei Kindern absolut unüblich ist. Zusätzlich belastet Petras älterer Sohn Martin seine Mutter mit schweren Anschuldigungen. Dr. Eva Maria Prohacek und ihr Kollege André Langner nehmen die Ermittlungen gegen das Jugendamt auf, da eine entsprechende Überprüfung in ihren Zuständigkeitsbereich fällt. Im Amt ist man sich keiner Schuld bewusst und beteuert, die Familie ordnungsgemäß beobachtet und begleitet zu haben. Eine Inobhutnahme des Jungen sei aus Sicht des Jugendamtes nicht notwendig gewesen. Doch stellen sich sehr wohl Missstände beim Jugendamt dar, denn es wurden nicht nur etliche Hilferufe seitens der Molnars nachweislich ignoriert, sondern auch die Besuchsunterlagen, nachdem man ins Visier der Polizei geraten war, manipuliert und zum Teil vernichtet. Glücklicherweise können die Ermittler die Originalunterlagen vor deren endgültiger Vernichtung ausfindig machen und ihnen entnehmen, dass Petra Molnar selbst darauf gedrängt hatte, ihren Sohn in die Obhut des Jugendamtes zu geben, weil sie gespürt hatte, dass er in ihren depressiven Phasen überfordert war und sehr darunter litt. Doch seitens des Amtes ignorierte man ihre Sorgen, weil man die Situation nicht als wirklich bedrohlich ansah. Damit ist für Eva Maria Prohacek die Verfehlung des Jugendamtes bewiesen und ihre Arbeit an diesem Fall abgeschlossen. Doch ist sie mit der Situation insofern unzufrieden, weil nicht abschließend geklärt ist, ob David tatsächlich Selbstmord begangen hat. Die Anschuldigungen von Martin Molnar gegen seine Mutter waren zunächst nicht haltbar. Doch Prohacek findet einige Auffälligkeiten, als sie sich intensiv mit Davids Lebensumständen befasst. Sie kann eine Spielgefährtin von ihm ausfindig machen und erfährt von ihr, dass Davids kleiner Hund, an dem er sehr hing, vor fünf Wochen vergiftet wurde. Die Befragung von Jörg Wegener, dem Nachbarn und Freund von Petra Molnar, ergibt, dass dies offensichtlich ein erweiterter Suizidversuch von ihr war, dem nur der Hund zum Opfer fiel, weil Wegener rechtzeitig eingegriffen hatte. Er musste seiner Freundin seinerzeit versprechen, niemandem etwas davon zu sagen, weil sie damit drohte, sich sonst aus dem Fenster zu stürzen. Aufgrund der Anschuldigungen gegen sie und während einer aktuellen Depression begeht Petra Molnar erneut einen Suizidversuch, kann aber noch rechtzeitig gefunden und in eine Klinik gebracht werden.
Letztendlich kann nicht zweifelsfrei aufgeklärt werden, ob Petra Molnar tatsächlich aktiv am Tod ihres Sohnes beteiligt war. Es scheint so, als habe der von seinen Lebensumständen absolut überforderte Junge tatsächlich nicht mehr leben wollen, zumal er weder vom Jugendamt noch von anderer Seite Unterstützung und Hilfe erwarten konnte. Offen bleibt, ob das Kind, hätte das Jugendamt eingegriffen und den Jungen aus seiner Familie genommen, noch leben würde.

## Hintergrund, Veröffentlichung
Dr. Eva Maria Prohacek, gespielt von Senta Berger, wird in einem Gespräch mit Petra Molnar, der Mutter des erhängten Jungen, an ihr persönliches Schicksal erinnert. Im Gespräch geht es um einen Autounfall, bei dem Petra Molnar am Steuer saß und bei dem ihr ältester Sohn schwer verletzt wurde. In der ersten Folge der Serie Unter Verdacht erfährt der Zuschauer von genau solch einer Tragödie, die der Kommissarin selbst widerfahren ist und bei der ihr Sohn zu Tode gekommen war.

## Rezeption

### Einschaltquote
Die Erstausstrahlung der Episode Mutterseelenallein vom 11. April 2014 auf dem Sender arte wurde in Deutschland von 5,37 Millionen Zuschauern gesehen und erreichte einen Marktanteil von 21,4 Prozent für das ZDF.

### Kritik
Thomas Gehringer von tittelbach.tv meinte: Dieser TV-Krimi sei „ernster, aber erneut herausragend“. „Dank eines Drehbuchs, das einem kein Urteil aufdrängt, und einer Inszenierung, die dem Zuschauer die letzte Schlussfolgerung überlässt. Dank einer großartigen Ursula Strauss in der Rolle der Mutter. Und dank einer unkonventionellen Kamera und Bildsprache.“
Für die Frankfurter Rundschau wertete Tilmann P. Gangloff und fand die
„Geschichte freudlos, traurig und entsprechend deprimierend. Als Film aber ist ‚Mutterseelenallein‘ ausgesprochen sehenswert.“ „Mutterseelenallein“ wurde „betont ruhig und […] sehr sorgfältig inszeniert. Jeder Einstellung ist anzumerken, wie durchdacht sie ist, was natürlich auch für den Leitspruch Mortui vivos docent (Die Toten lehren die Lebenden) in der Pathologie gilt. Vor allem aber hat der Regisseur gemeinsam mit seinem Kameramann Jo Heim Bilder gefunden, die die familiäre Tragödie gleichermaßen lakonisch wie beredt illustrieren. Immer wieder verschwinden die Familienmitglieder in Tunneln: mal buchstäblich, mal in Folge der Bildgestaltung.“
Uwe Ebbinghaus von der FAZ urteilte: „Es ist ein schwindelerregend doppelbödiger Sozialkrimi, den Stefan Holtz und Florian Iwersen da geschrieben haben. Und er ist insofern zeitgemäß, als die Tatsache, dass die soziale Frage nicht einfach nur stört, sondern längst ignoriert wird, permanent im Raum steht. Ein Risiko geht der Film mit dem gleißenden Gegenlicht ein, das er großzügig in Szene setzt und das wohl auf die Jenseitssehnsucht der Hauptfiguren verweisen soll, denen in der Realität nicht zu helfen ist.“
Für die Kritiker der Fernsehzeitschrift TV Spielfilm, die an den Film die bestmögliche Wertung (Daumen nach oben) vergaben, war Unter Verdacht: Mutterseelenallein ein „bestürzender Blick hinter Nachbartüren“.